# Лесден-Зейд
Лесден-Зейд (нід. Leusden-Zuid) — село в нідерландській провінції Утрехт. Входить до муніципалітету Лесден.
Його площа становить 27,70 км², а населення станом на 2004 рік складало 5 210 осіб.

## Галерея

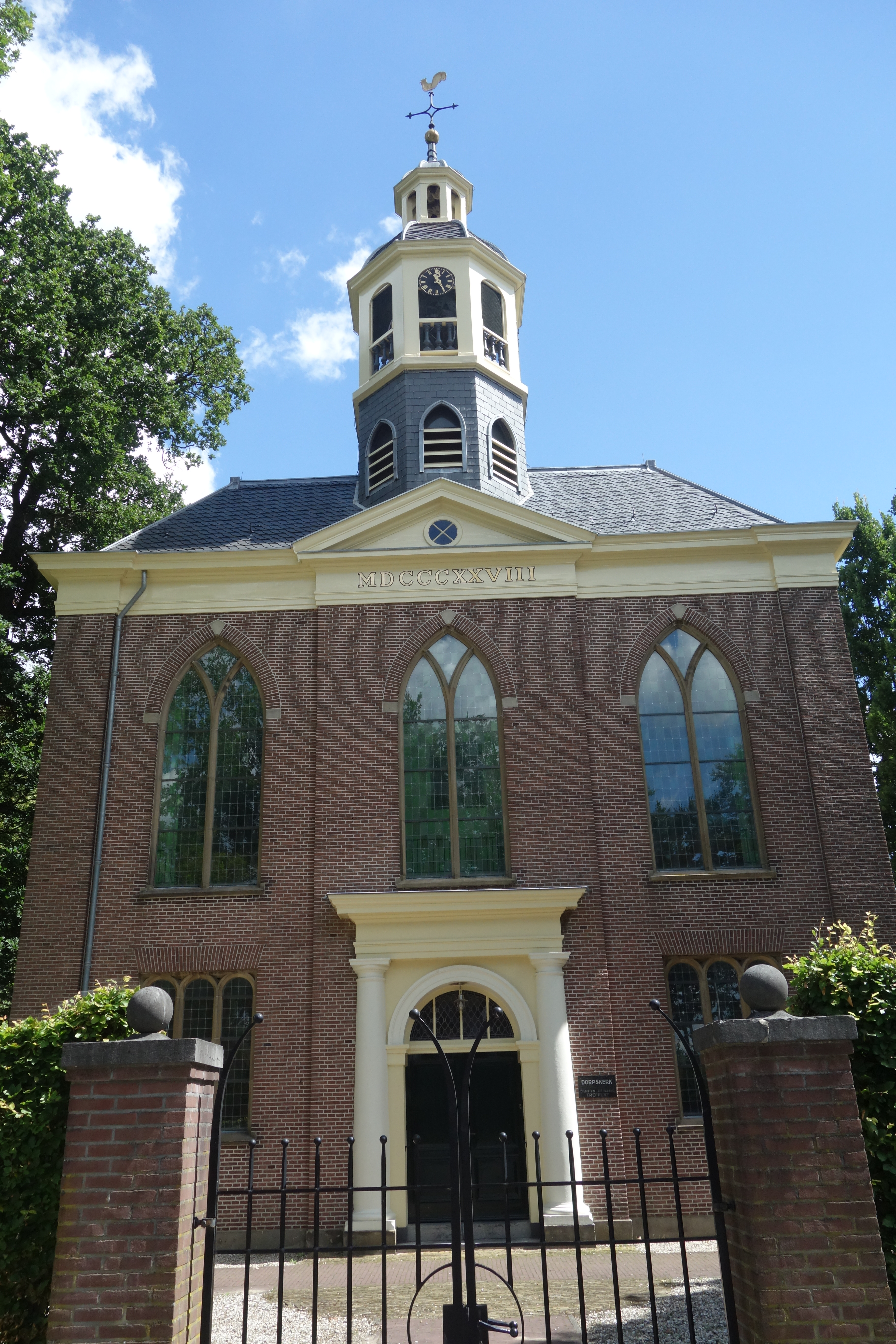
Сільська церква
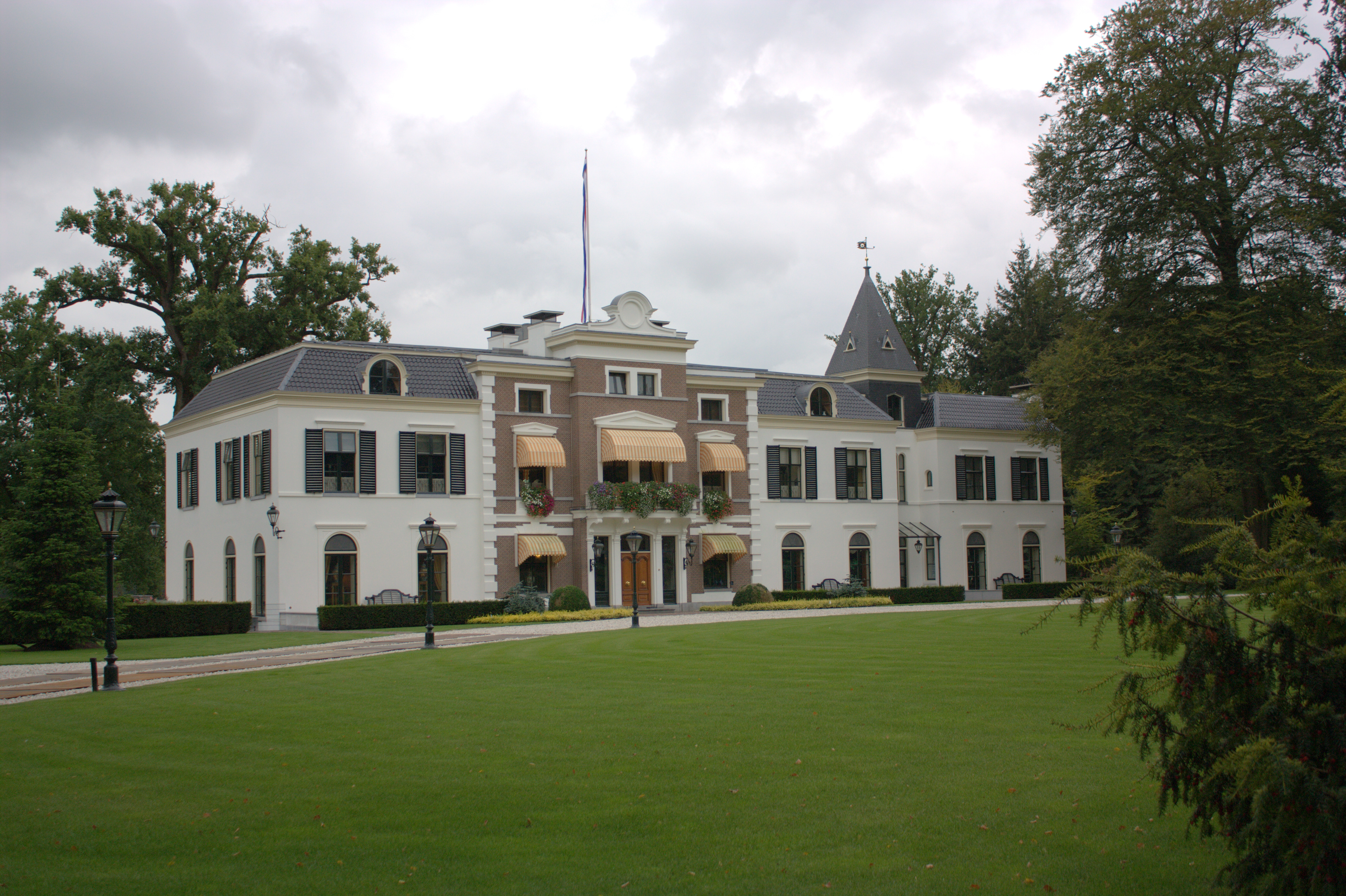
Маєток Den Treek
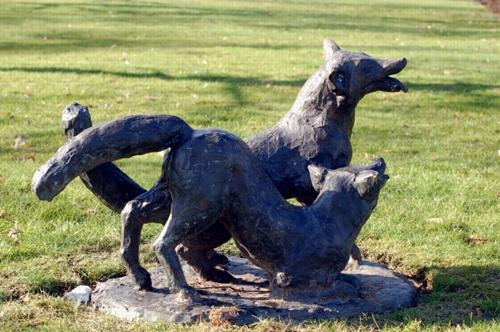
Статуя лисів
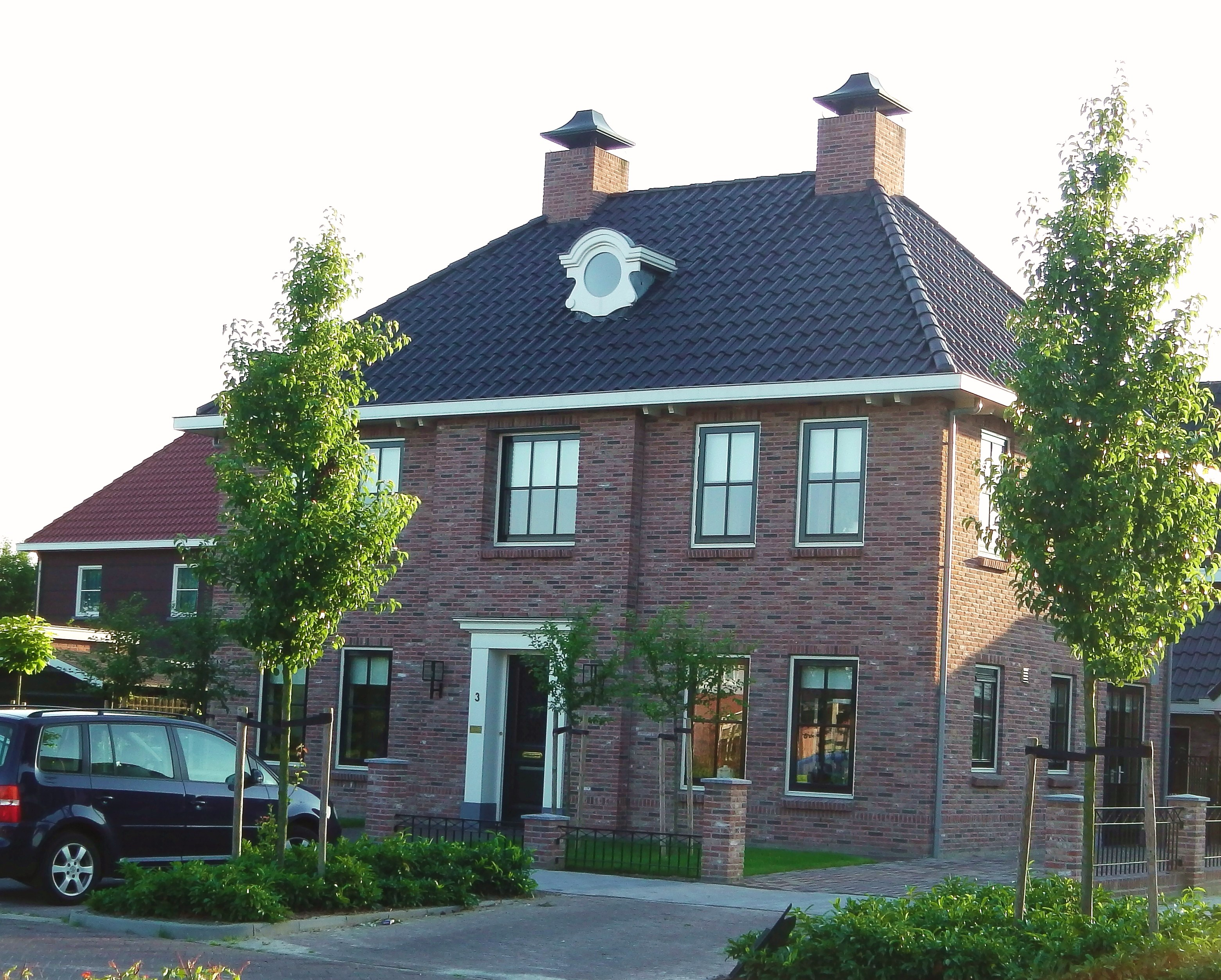
Будинок у селі